# لیلا علی‌اف (مجری تلویزیونی)
لیلا علی‌اف (انگلیسی: Leyla Aliyeva؛ زادهٔ ۱۹۸۶) مجری تلویزیون، و روزنامه‌نگار اهل جمهوری آذربایجان است. او در ۲۲، ۲۴ و ۲۶ می ۲۰۱۲ مجری مسابقه آواز یوروویژن ۲۰۱۲
به همراه الدار قاسمف بود.

## حرفه
لیلا علیف از آکادمی موسیقی باکو با مدرک کارشناسی رهبری موسیقی و دارای مدرک کارشناسی ارشد در موسیقی فارغ‌التحصیل شد. در سال ۲۰۰۴، در حالی که در اولین سال تحصیل در مقطع کارشناسی بود، توسط شبکه تلویزیونی اجتماعی (آذربایجان) استخدام شد تا در بخش موسیقی، هنر و سرگرمی کانال کار کند. در سال ۲۰۰۷ او شروع به پوشش اخبار یوروویژن کرد و به کمی بعد برای عضویت در کمیته سازماندهی یوروویژن اینترنشنال به رقابت پرداخت.